# Schaltbau
Die Schaltbau Holding AG ist ein Verkehrstechnikunternehmen mit Sitz in München.

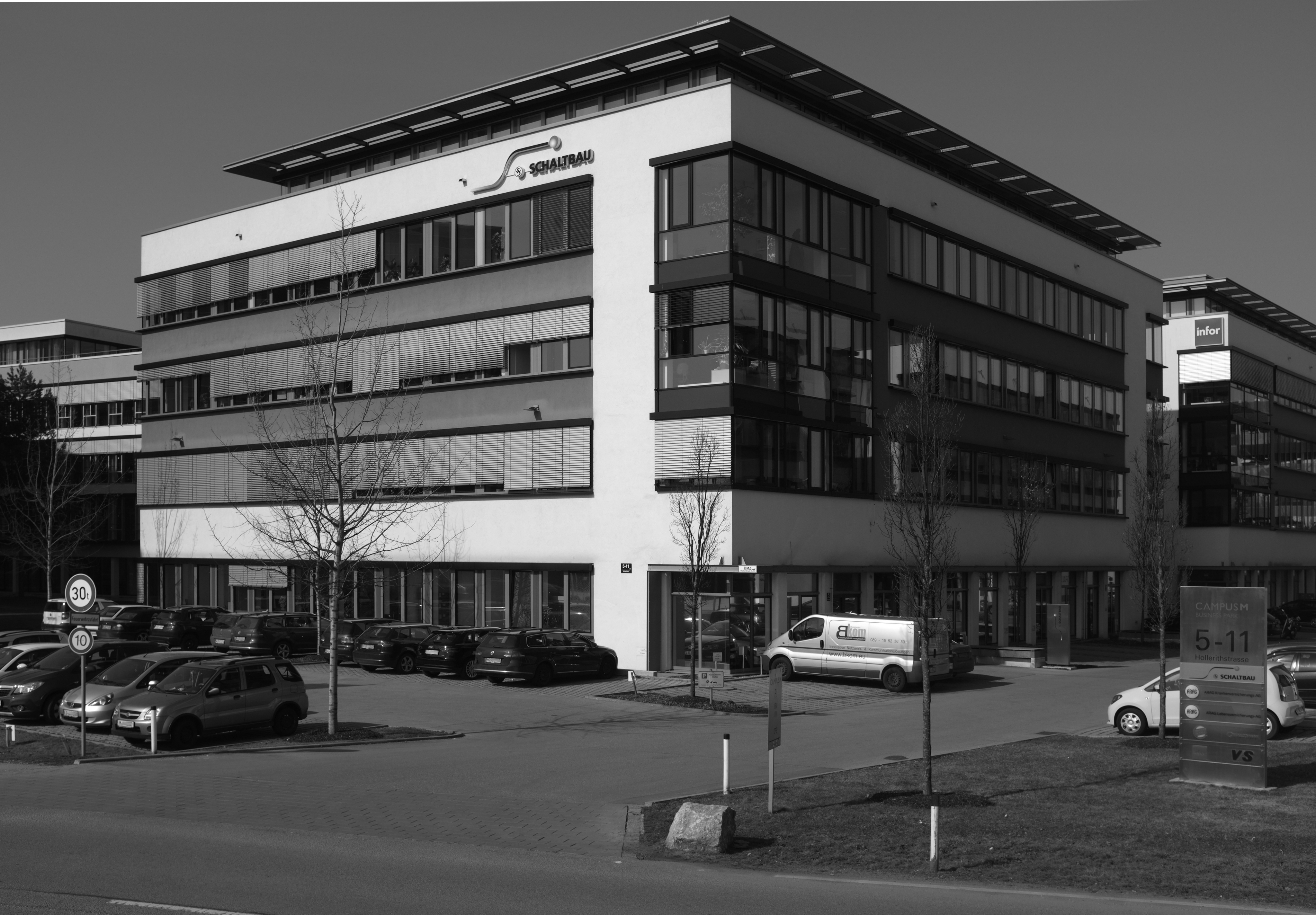
Firmensitz der Schaltbau Holding AG in München

Das 1929 gegründete Unternehmen wurde 1992 in eine Aktiengesellschaft umgewandelt und ist seit dem Jahr 1994 börsennotiert. Das Produktspektrum besteht aus vielfältigen Systemen der stationären Verkehrstechnik (beispielsweise Bahnübergangssicherungen) und mobilen Verkehrstechnik (beispielsweise Türsysteme). Es betreibt in 14 Ländern 27 Vertriebs- und Fertigungsstätten.
Im August 2021 kündigte das Finanzinvestmentunternehmen Carlyle Group ein Übernahmeangebot mit 53,50 Euro je Aktie an. Nachdem man sich 69 % der Anteile gesichert habe, wurde eine Investorenvereinbarung unterzeichnet.
Auf einer außerordentlichen Hauptversammlung im  Februar 2022 wurde ein Beherrschungs- und Gewinnabführungsvertrag mit einem Tochterunternehmen der Carlyle Group beschlossen.

## Stationäre Verkehrstechnik

### Pintsch Gruppe, Dinslaken
Zum Geschäftsbereich stationäre Verkehrstechnik gehört die Pintsch-Bamag-Gruppe mit der Pintsch Bamag Antriebs- und Verkehrstechnik GmbH in Dinslaken mit dem Tochterunternehmen Pintsch-Aben in Maarssen in den Niederlanden. Die Firma Julius Pintsch AG wurde 1843 in Berlin gegründet, Bamag 1870 in Dessau. Die Pintsch-Bamag-Gruppe gehört seit 1987 zur Schaltbau.
Hergestellt werden Produkte der Eisenbahn-Signaltechnik (Bahnsignale, Sicherungsanlagen für Bahnübergänge), Ausrüstungen für Schienenfahrzeuge (Energieversorgungsanlagen, Heizeinrichtungen), akustische und visuelle Warnanlagen (Lichtbalken- und Sondersignalanlagen für Polizei, Feuerwehr und Rettungsdienste), Antriebstechnik (Bremsen für Schwerlastkräne) und Seezeichen (Signalbaken und -tonnen, Signaleinrichtungen zur Ausrüstung von Leuchttürmen und Schleusen) und Hindernisfeuer für die Luftfahrt.
Die 383 Mitarbeiter des Geschäftsbereiches erwirtschafteten im Geschäftsjahr 2020 etwa 69 Mio. Euro.

## Mobile Verkehrstechnik

### Bode Gruppe, Kassel
Zum Geschäftsbereich mobile Verkehrstechnik gehört die Bode-Gruppe mit der Gebr. Bode GmbH & Co. KG mit Sitz in Kassel und mit Tochter- und Beteiligungsunternehmen in Athen in Griechenland (seit 1984), in Bursa in der Türkei (seit 1995), Peking in der Volksrepublik China (seit 1997) sowie Rawicz in Polen (seit 2005). An allen Standorten finden Produktion und Montage statt, das Entwicklungszentrum befindet sich in Kassel. Das Unternehmen wurde 1968 in Kassel gegründet und gehört seit 1995 zur Schaltbau. Im Dezember 2009 wurde der 49-prozentige Anteil an der chinesischen Beijing Bode Transportation Equipment Co. Ltd. für 800.000 Euro veräußert.
Zum Produktspektrum gehören Türsysteme (Außen- und Innen-Schwingtüren, Dreh- und Falttüren, Schwenk-Schiebetüren) und Einstiegshilfen für Busse und Vollbahn-, U-Bahn- und Straßenbahn-Schienenfahrzeuge sowie Schiebetüren-Beschläge für Kleintransporter. Kunden des Unternehmens sind Unternehmen der Bahn- und Automobilindustrie.
Die Gruppe erzielte mit 1169 Mitarbeitern im Jahr 2005 einen Umsatz von 110 Mio. Euro.

### SBRS GmbH
Die 2019 aus der PINTSCH ABEN geotherm hervor gegangene SBRS GmbH stellt mit 80 Mitarbeitern Komponenten zur Energieverteilung in Gleichstromnetzen her sowie zur Speicherung dieser – insbesondere Ladestationen für E-Busse im Bereich von 350 kW. SBRS steht für „Schaltbau Refurbishment and Service“. Das Unternehmen wurde 2022 an Shell Deutschland verkauft.

### Schaltbau GmbH Gruppe, München
Zum Geschäftsbereich mobile Verkehrstechnik gehört auch die Schaltbau GmbH-Gruppe mit Sitz in München und weiteren Standorten in Velden und Aldersbach. Sie unterhält Tochter- und Beteiligungsunternehmen in Frankreich (seit 1979), in den Vereinigten Staaten (seit 2001), in Indien, in Hongkong (seit 2004) und in Xi’an (seit 1994) und in Shenyang (seit 2006) in der Volksrepublik China. Die Schaltbau GmbH wurde 1929 gegründet und gehörte seit 1936 zur Gutehoffnungshütte, später MAN.
Zum Produktspektrum gehören elektromechanische Produkte für Industrie- und Verkehrstechnik, darunter Steckverbinder, Schnappschalter, Gleichstromschütze, Fahr- und Notbremsschalter, Befehls- und Meldegeräte sowie elektrische Ausrüstungen für Reisezugwagen.
In der Gruppe waren 2014 etwa 763 Mitarbeiter tätig, die einen Umsatz von 108 Mio. Euro erwirtschafteten.

## Aktie und Anteilseigner
Das Grundkapital der Gesellschaft ist aufgeteilt in rund 8,85 Millionen nennwertlose Namensaktien. Die Aktien werden an allen deutschen Handelsplätzen sowie elektronisch über Xetra im geregelten Markt gehandelt.
Die Aktionärsstruktur setzte sich im Frühjahr 2019 wie folgt zusammen:
| Anteil  | meldepflichtige Anteilseigner (Stand: Februar 2019)                                                                       |
| ------- | --- |
| 29,38 % | Luxunion S. A., Monolith-Stiftung, Johannes Zimmermann, Hans-Jakob Zimmermann und Elrena GmbH gemeinsam Acting in Concert |
| 9,97 %  | Florian Schuhbauer und Klaus Röhrig                                                                                       |
| 8,98 %  | Axxion S. A. |
| 5,14 %  | Universal-Investment-GmbH                                                                                                 |
| 4,90 %  | Landkreis Biberach über die Kreissparkasse Biberach                                                                       |
| 3,26 %  | Teslin Capital Management B.V., Midlin N.V.                                                                               |
| 3,04 %  | Dr. Massimo Malvestio |
| 35,33 % | übriger Streubesitz |